# عرض العقبة (المفلحي)

تعديل مصدري - تعديل

عرض العقبة هي إحدى قرى عزلة المفلحي بمديرية المفلحي التابعة لمحافظة لحج، بلغ تعداد سكانها 107 نسمة حسب تعداد اليمن لعام 2004 ، وهي تقع في منطقة الدهارش.